# Karesuvanto
Karesuvanto (in finlandese anche Kaaresuvanto, in svedese Karesuando, in sami settentrionale Gárasavvon) è una località della Finlandia di circa 140 abitanti situato nella regione della Lapponia e appartenente al comune di Enontekiö.
Sull'altra sponda del fiume Muonionjoki sorge il paese gemello di Karesuando, situato in Svezia.
Il comune è attraversato dalla strada europea E45.